# Lengyel Árpád (úszó)
Lengyel Árpád (Kaposvár, 1915. április 11. – New Jersey, 1993. április 30.) olimpiai bronzérmes, Európa-bajnok úszó, jogász.

## Életútja
1930-tól a Kaposvári Turul, 1933-tól a BEAC (Budapesti Egyetemi Atlétikai Club) úszója és vízilabdázója volt. 1939-ben négy alkalommal szerepelt a magyar vízilabda-válogatottban is, de kiemelkedő eredményeket úszásban ért el. 1933-tól 1939-ig szerepelt a magyar úszóválogatottban. A magyar 4 × 200 méteres gyorsváltó tagjaként 1935-ben és 1936-ban Európa-csúcsot úszott, illetve 1934-ben Európa-bajnoki címet, 1936-ban olimpiai bronzérmet nyert. 1937-ben a BEAC csapatával 4×100 méteres gyorsúszásban világcsúcsot ért el. Pályafutása alatt összesen tizenhét magyar bajnoki címet szerzett, ezzel elnyerte a Magyarország örökös úszóbajnoka címet. 1940-ben visszavonult.
1938-ban a Pázmány Péter Tudományegyetemen jogi oklevelet szerzett. A második világháború után az Egyesült Államokban telepedett le.

## Sporteredményei
- olimpiai 3. helyezett:
  - 1936, Berlin: 4 × 200 m gyorsváltó (9:12,3 – Abay Nemes Oszkár, Csik Ferenc, Gróf Ödön)
- Európa-bajnok
  - 1934, Magdeburg: 4 × 200 m gyorsváltó (9:30,2 – Csik Ferenc, Maróthy András, Gróf Ödön)
- kétszeres Európa-bajnoki 4. helyezett:
  - 1934, Magdeburg: 1500 m gyors (21:14,5)
  - 1938, London: 4 × 200 m gyorsváltó (9:29,6 – Eleméri Rezső, Gróf Ödön, Kőrösi István)
- hétszeres főiskolai világbajnok:
  - 1933, Torino: 1500 m gyors (21:22,2)
  - 1935, Budapest:
    - 400 m gyors (5:02,2)
    - 1500 m gyors (20:53,6)
    - 4 × 200 m gyorsváltó (9:28,8 – Csik Ferenc, Gróf Ödön, Szabados László)

  - 1937, Párizs:
    - 100 m hát (1:11,6)
    - 4 × 200 m gyorsváltó (9:38,4 – Csik Ferenc, Dienes Gyula, Gróf Ödön)
    - 3 × 100 m vegyes váltó (3:33,6 – Csik Ferenc, Doszpoly Dezső)
- főiskolai világbajnoki 2. helyezett:
  - 1933, Torino: 400 m gyors (5:15,4)
- magyar ifjúsági bajnok:
  - 1933, Budapest: 800 m gyors (10:53,4)
- tizenhétszeres magyar bajnok
- világcsúcsa:
  - 1937: 4 × 100 m gyorsváltó – 4:10,2 (Dienes Gyula, Csik Ferenc, Kiss Zoltán)
- Európa-csúcsai:
  - 1935: 4 × 200 m gyorsváltó – 9:14,8 (Angyal István, Csik Ferenc, Gróf Ödön)
  - 1936: 4 × 200 m gyorsváltó – 9:10,8 (Abay-Nemes Oszkár, Csik Ferenc, Gróf Ödön)

## Rekordjai
400 méter gyors
- 4:59,2 (1934. november 30., Budapest) országos csúcs (33 m)
- 4:57,8 (1935. május 21., Budapest) országos csúcs (33 m)
- 4:54 (1937. május 21., Budapest) országos csúcs (33 m)

800 méter gyors
- 10:53,4 (1933. július 23., Budapest) országos csúcs
- 10:51,6 (1935. augusztus 15., Budapest) országos csúcs

100 méter hát
- 1:11,4 (1936. június 29., Budapest) országos csúcs
- 1:10,8 (1937. április 11., Budapest) országos csúcs (33 m)
- 1:10,2 (1937. május 2., Budapest) országos csúcs (33 m)

200 méter hát
- 2:42,8 (1935. december 30., Budapest) országos csúcs (33 m)
- 2:39,6 (1936. május 16., Budapest) országos csúcs (33 m)
- 2:38,2 (1937. augusztus 14., Budapest) országos csúcs